# Maristenkolleg
Das Maristenkolleg in Mindelheim wurde 1926 vom Orden der Maristen-Schulbrüder (FMS = Fratres Maristae a Scholis) gegründet und gehört seit 1995 zum Schulwerk der Diözese Augsburg. Es beherbergt ein Gymnasium und eine Realschule (jeweils koedukativ) sowie eine Offene Ganztagesschule (OGTS).

## Geschichte

### Die Anfänge von 1923 bis 1936
Das ursprüngliche Schulgebäude – heute das ehemalige Internat – sollte eigentlich ein Altenheim werden, aber die Stadt hatte durch die damalige Wirtschaftskrise kein Geld mehr dieses fertigzustellen. Etwa zur gleichen Zeit suchten die Maristen-Schulbrüder eine neue Wirkungsstätte mit einem Zuhause für ihr Juvenat. So bot sich das nicht fertiggestellte Altenheim in Mindelheim an, hier eine weiterführende Schule neu zu gründen. Am 16. April 1926 wurde die Privat-Realschule der Maristen für 98 Knaben eröffnet; ein knappes Jahr später entstand daraus ein Progymnasium, durch die Angliederung einer sechsstufigen Lateinabteilung. Die ersten Abschlussprüfungen am Progymnasium fanden im März 1936 statt.

### In der Zeit des Nationalsozialismus von 1936 bis 1945
Am 26. Dezember 1936 untersagte das Kultusministerium allen Ordensleuten, Schulunterricht zu erteilen, weshalb die Stadt Mindelheim die Schule pachtete und zu einer sogenannten „Vollanstalt“ ausbaute; 1939 wurde die Schule in „Städtische Oberrealschule mit Gymnasium“ umbenannt. Während des Zweiten Weltkriegs wurde das Schulgebäude für militärische Zwecke sowie als Lazarett umgenutzt. Zwischen 1942 und 1944 fallen alle Reifeprüfungen aus.

### Die Schule unter maristischer Leitung von 1945 bis 1995
Im September 1946 wurde das angestammte Schulgebäude wieder frei. 1950 wurde eine eigene Studienkirche eingeweiht. Den steigenden Schülerzahlen wurde 1961 mit einem Neubau – noch heute der Haupttrakt des Maristenkollegs – gegenüber dem Stammgelände begegnet. Bereits 1969 wurde ein Tagesheim mit einer Klasse in Nachmittagsbetreuung eingeführt. Seit der Übernahme des Mauritia-Febronia-Gymnasiums in Mindelheim im Jahr 1973 ist das Maristenkolleg ununterbrochen koedukativ. Im Laufe der 70er Jahre kamen weitere Gebäude hinzu: Erweiterung des Hauptgebäudes zu einem Geviert (1973), Fachtrakt (1977) mit Aula und Marionettenbühne sowie Dreifachturnhalle (1978). 1994 ging der Erweiterungsbau in Betrieb, der neben einer weiteren Sporthalle Fachräume für die Naturwissenschaften, eine Mensa, einen Meditationsraum und eine Kapelle bietet.

### Missbrauchsfälle
Zu Beginn der 1980er Jahre soll es sexuelle Übergriffe eines weltlichen Erziehers am Maristeninternat gegenüber 13- bis 15-jährigen Schülern gegeben haben.
Im November 2017 wurde bekannt, dass sich der langjährige Seelsorger am Internat des Maristenkollegs an drei Jungen sexuell vergriffen haben soll. In einem Gespräch mit den Opfern gab er die Tat zu. Daraufhin wurde er am 20. November von allen Ämtern entpflichtet und in den Ruhestand versetzt.
Im Jahr 2007 wurde der ehemalige Internatsleiter des Maristeninternats wegen sexuellen Missbrauchs zu einer Bewährungsstrafe verurteilt. Dieser Fall gelang erst im Jahre 2010 an die Öffentlichkeit und wurde bis dahin von der Leitung des Maristeninternats vertuscht. Im Jahr 2011 wurde er erneut zu einer Bewährungsstrafe von einem Jahr und sechs Monaten verurteilt, da er zusätzlich einen 13-jährigen Jungen während eines Ausflugs nach Liechtenstein missbrauchte. Die Tat geschah zwischen dem 21. und 23. Februar 2004. Zusätzlich musste der Verurteilte eine Psychotherapie fortsetzen. Im Januar 2023 wurde derselbe Täter erneut zu einer Bewährungsstrafe verurteilt.
Im Jahr 2011 wurde bekannt, dass sich ein kürzlich angestellter Lehrer in den Winterferien in einem Ingolstädter Freizeitbad an einem Mädchen vergangen haben soll. Im Zuge der Ermittlungen wurden in seinem Haupt- und Zweitwohnsitz kinderpornographische Dateien entdeckt. Er wurde zu 1½ Jahren Freiheitsstrafe, die zur Bewährung ausgesetzt wurden, verurteilt. Außerdem darf er sich Schulen, Kindergärten oder Bushaltestellen nicht nähern. Dem Lehrer wurde mit sofortiger Wirkung gekündigt.

## Gegenwart

### Ein neuer Schulträger seit 1995: Das Schulwerk der Diözese Augsburg
Seit 1995 arbeiten das Maristenkolleg, die Stadt Mindelheim und der neue Träger zusammen. Das Schulwerk der Diözese Augsburg ist eine Stiftung des öffentlichen Rechts und wurde 1975 von der Diözese Augsburg errichtet, um die pädagogische Arbeit der Ordensschulen unterstützen und absichern zu können. Seit 1997 gibt es eine Offene Ganztagsschule, als Nachfolgerin des bereits 1969 zur Nachmittagsbetreuung eingeführten Tagesheims, die im Erweiterungsbau untergebracht ist.

### Entwicklung des Maristenkollegs und die Aufteilung seines Areals in den letzten Jahren
Das ursprüngliche Maristenareal erstreckte sich zu beiden Seiten des Champagnatplatzes. 1995, mit dem Wechsel in der Trägerschaft der Schulen, wurde das Areal aufgeteilt in den Schulbereich, dessen Eigentümer das Schulwerk Augsburg ist und den Internatsbereich der Maristen. Die Maristen schlossen 2014 ihr ehemaliges Internat und zogen sich ganz aus dem Internatsbetrieb zurück. Dann folgte ein Zeitplan für die Neunutzung des Areals: Im Rahmen einer konzertierten Aktion von Stadt, Landkreis und den Maristenbrüdern kam man im Jahr 2015 überein, das gesamte Internatsareal an die Wohn-Baugesellschaft Mindelheim GmbH (WBG) zu übereignen, mit der Auflage, dass auf dem Gelände künftig grundsätzlich nur jugendnahe Einrichtungen und im Bereich des Landratsamts familien- und jugendbezogene Sachgebiete Einzug halten sollten. Bereits 2016 zog das Kreisjugendamt mit der Koordinierenden Kinderschutzstelle in das ehemalige Internat ein. Heute ist zusätzlich das Sachgebiet Staatliche Schulangelegenheiten sowie das Sachgebiet ÖPNV des Landratsamts eingezogen. Die Wohnungsgenossenschaft baute nach einer Planungsphase von 2016 bis 2018 im nördlichen Teil des Areals ein neues Internatsgebäude. Dieses neue Berufsschülerinternat, das von der Wohnbau geführt wird, bietet Unterkünfte für rund 200 Berufsschüler während ihres jeweiligen Blockschulbesuches. Im April 2019 folgte der Spatenstich für den Marcellin-Champagnat-Kindergarten, einem weiteren Mindelheimer Kindergarten und einem Kinderhort. Heute betreibt die Stadt Mindelheim an diesem Standort vier Kindergartengruppen. Neben dem Landratsamt und der Kindertagesstätte sind die beruflichen Fortbildungszentren, eine Nachhilfeschule, die Berufsbildungs- und Jugendhilfe der Katholischen Jugendfürsorge, der Kreisjugendring, die Volkshochschule sowie mit dem Caterer Vitadora eine Großküche mit Bistro, das den Namen „habba habba“ trägt, untergebracht. Auch die Kolping-Akademie hat Räumlichkeiten in diesem Areal angemietet.

### Schülerzahlen am Maristenkolleg
|           | Schülerinnen und Schüler | Schülerinnen und Schüler |
| Schuljahr | Gymnasium                | Realschule               |
| --------- | ------------------------ | ------------------------ |
| 2004/05   | 1290                     | 603                      |
| 2005/06   | 1311                     | 595                      |
| 2006/07   | 1293                     | 600                      |
| 2007/08   | 1264                     | 626                      |
| 2008/09   | 1224                     | 644                      |
| 2009/10   | 1214                     | 643                      |
| 2010/11   | 1192                     | 587                      |
| 2011/12   | 1046                     | 592                      |
| 2012/13   | 1033                     | 588                      |
| 2013/14   | 957                      | 546                      |
| 2014/15   | 878                      | 520                      |
| 2015/16   | 827                      | 483                      |
| 2016/17   | 741                      | 457                      |
| 2017/18   | 671                      | 451                      |
| 2018/19   | 645                      | 467                      |
| 2019/20   | 654                      | 464                      |
| 2020/21   | 629                      | 447                      |
| 2021/22   | 627                      | 478                      |
| 2022/23   | 651                      | 572                      |
| 2023/24   | 631                      | 611                      |

## Lage, Gebäude, Einrichtungen

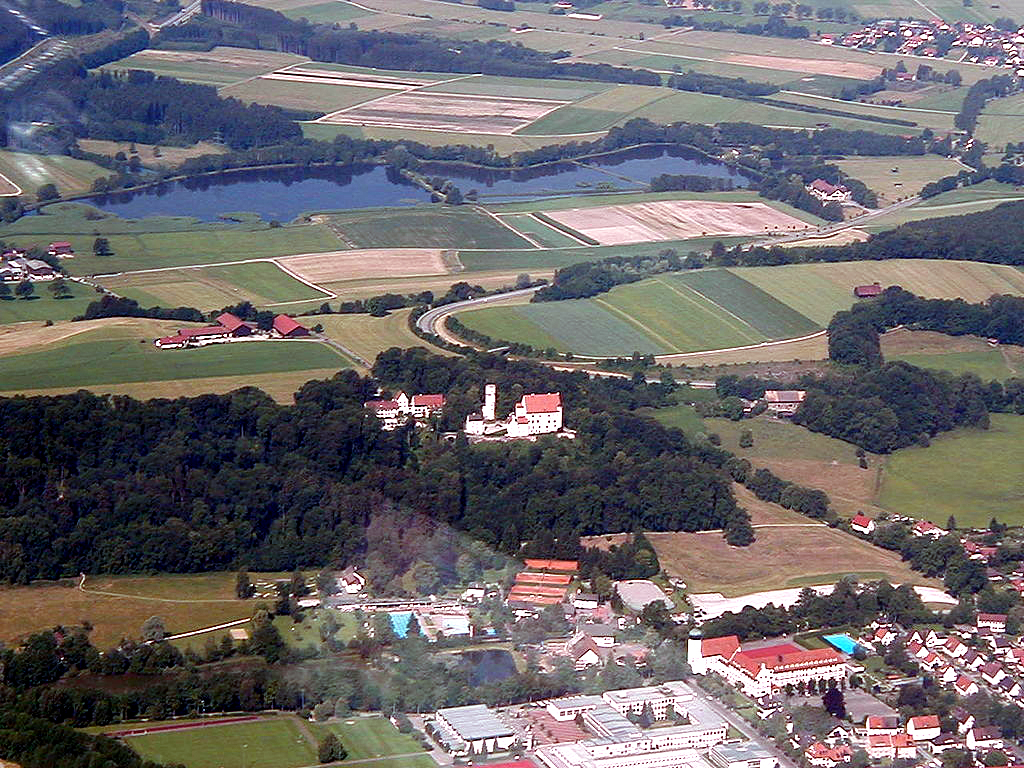
Unterhalb der Mindelburg liegt das Maristenkolleg

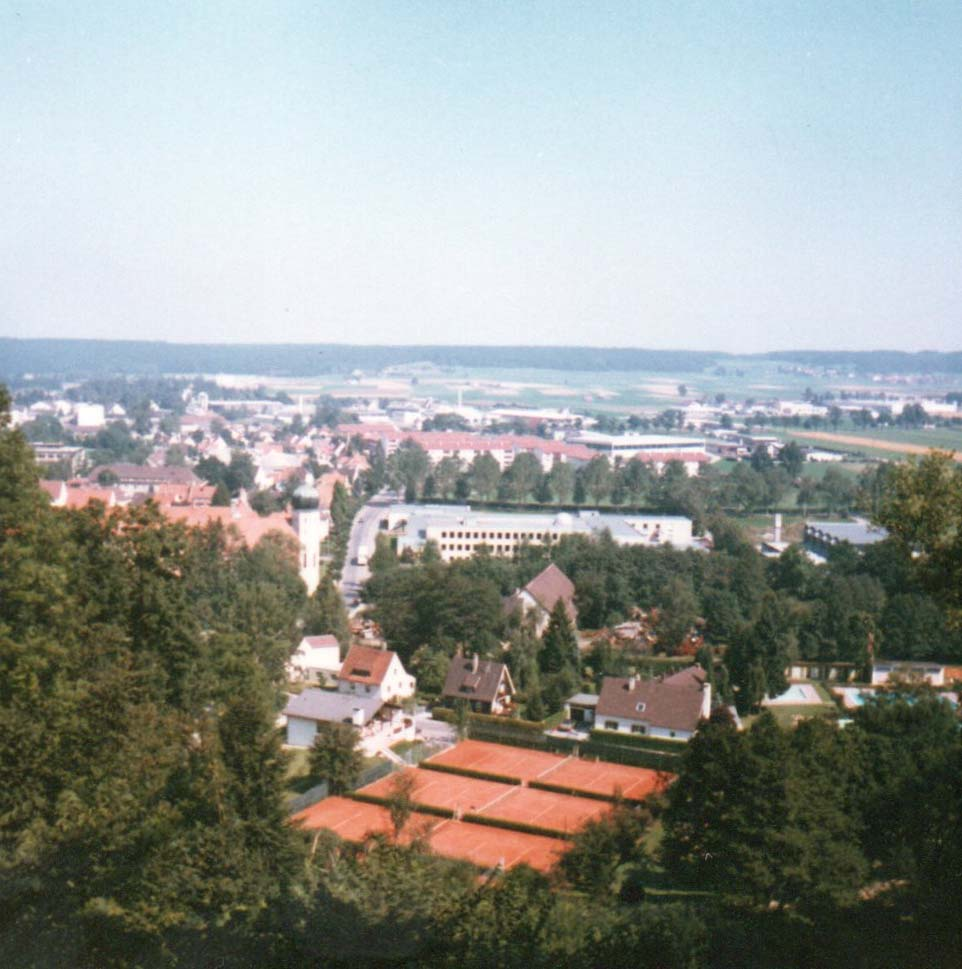
Mindelheim-Süd mit Maristenkolleg von Westen im August 1979

Das Maristenkolleg liegt im Süden Mindelheims, östlich der Mindelburg. Es verfügt über eine Sternwarte, ein Fotolabor für digitale Bildbearbeitung, fünf Informatik-Räume, 16 Lehr- sowie Übungssäle für Physik, Biologie und Chemie, drei Musiksäle mit Musikprobenraum, drei Kunstsäle, eine Keramikwerkstatt sowie drei Holz- und Metallwerkräume. Daneben gibt es eine Mensa für 200 Schüler, eine Aula mit Marionettenbühne sowie einen Hauswirtschaftstrakt mit Schulküche und Speisesaal. Auf dem Gelände der Schule befinden sich eine Dreifachturnhalle sowie zwei Einfachturnhallen mit weitläufigen Sportanlagen, zum Beispiel zwei Beachvolleyball- und Basketballfelder sowie mehrere Fußballfelder. Die beiden Klettertürme des Deutschen Alpenvereins liegen direkt am Schulgelände und auch das städtische Schwimmbad, der städtische Eislaufplatz sowie Tennisplätze befinden sich in unmittelbarer Nachbarschaft. Außerdem gibt es einen direkten Zugang durch eine Unterführung der Kaufbeurerstraße ins städtische Sportstadion. Mittlerweile sind die Unterrichtsräume des Maristenkollegs mit Beamern, digitalen Dokumentenscannern sowie Internetzugängen ausgestattet. Die Schule besitzt zwei Bibliotheken, die Schülerlesebücherei mit etwa 4000 Bänden und die Studienbücherei mit über 15000 Medien.

## Maristisches Schulprofil
Das Leitbild des Maristenkollegs lautet „In der Gesellschaft für die Gesellschaft wirken“: Fundament sei eine grundsätzliche Offenheit für alle gesellschaftlichen Gruppen und eine sowohl konfessionelle als auch kulturelle Toleranz auf der Basis des christlichen Menschenbildes. Der Ausdruck „maristische Pädagogik“ leitet sich von der ursprünglichen Ordensbezeichnung ab, die der Gründer Marcellin Champagnat seiner Gemeinschaft gab, stellt aber kein tiefgründiges theoretisches Konzept dar, sondern umfasst im Wesentlichen sechs Elemente, die maristisches Handeln prägen sollen:
1. Solidarität
2. Familiengeist
3. Einfachheit
4. Präsenz
5. Wie Maria
6. Liebe zur Arbeit

Jedes Jahr gegen Ende des Schuljahres wird das Champagnatfest gefeiert. Dadurch, dass die Themen bei jedem Fest geändert werden, zieht es immer wieder Menschen aus der ganzen Region an. Da es kein normales Schulfest ist, können es auch Außenstehende besuchen.

## Gymnasium

### Bildungswege
Drei Ausbildungsrichtungen (Zweige) werden am Maristenkolleg ab Jahrgangsstufe 8 angeboten:
- SG: Am Sprachlichen Gymnasium erlernen die Schüler mit dem Profilfach Französisch neben Englisch und Latein mindestens drei Fremdsprachen.
- NTG: Das Naturwissenschaftlich-technologische Gymnasium bietet eine vertiefte Einführung in die Fächer des MINT-Bereichs (Physik, Chemie und Informatik).
- WWG: Wirtschaft und Recht sowie Wirtschaftsinformatik sind als Schwerpunkte am Wirtschaftswissenschaftlichen Gymnasium gesetzt.

Mit dem Schuljahr 2024/25 kann ab Jahrgangsstufe 5 außerdem folgende Ausbildungsrichtung gewählt werden:
- MuG: Am Musischen Gymnasium stehen neben Deutsch die Fächer Kunst und vor allem Musik im Vordergrund.

Die Sprachenfolge gestaltet sich folgendermaßen:
- 5. Jahrgangsstufe: Englisch
- 6. Jahrgangsstufe: Latein oder Französisch
- 8. Jahrgangsstufe nur am SG: Französisch (wenn Latein in Jahrgangsstufe 6)
- 11. Jahrgangsstufe: Spanisch (optional für alle Ausbildungsrichtungen)

### Kooperationen
Das Gymnasium pflegt eine Kooperation mit der Technischen Universität München und ist Referenzgymnasium der TUM. Weitere Partnerschaften bestehen mit der Firma GROB und der Firma Finsterwalder.

### Besonderheiten
Das Gymnasium bietet die Möglichkeit, in der fünften und sechsten Jahrgangsstufe an der Chorklasse teilzunehmen.
Von 2009 bis 2013 vergab eine aus Schülern des Maristenkollegs bestehende Jury den Mindelheimer Philosophiepreis für Autoren von philosophischen Büchern für Kinder und Jugendliche.
Seit dem Schuljahr 2017/18 haben Schüler der wirtschaftswissenschaftlichen Ausbildungsrichtung die Möglichkeit das Fach Wirtschaftsinformatik in der gymnasialen Oberstufe zu belegen, was nur an knapp 20 von über 400 bayerischen Gymnasien angeboten wird.

### Schulleitung

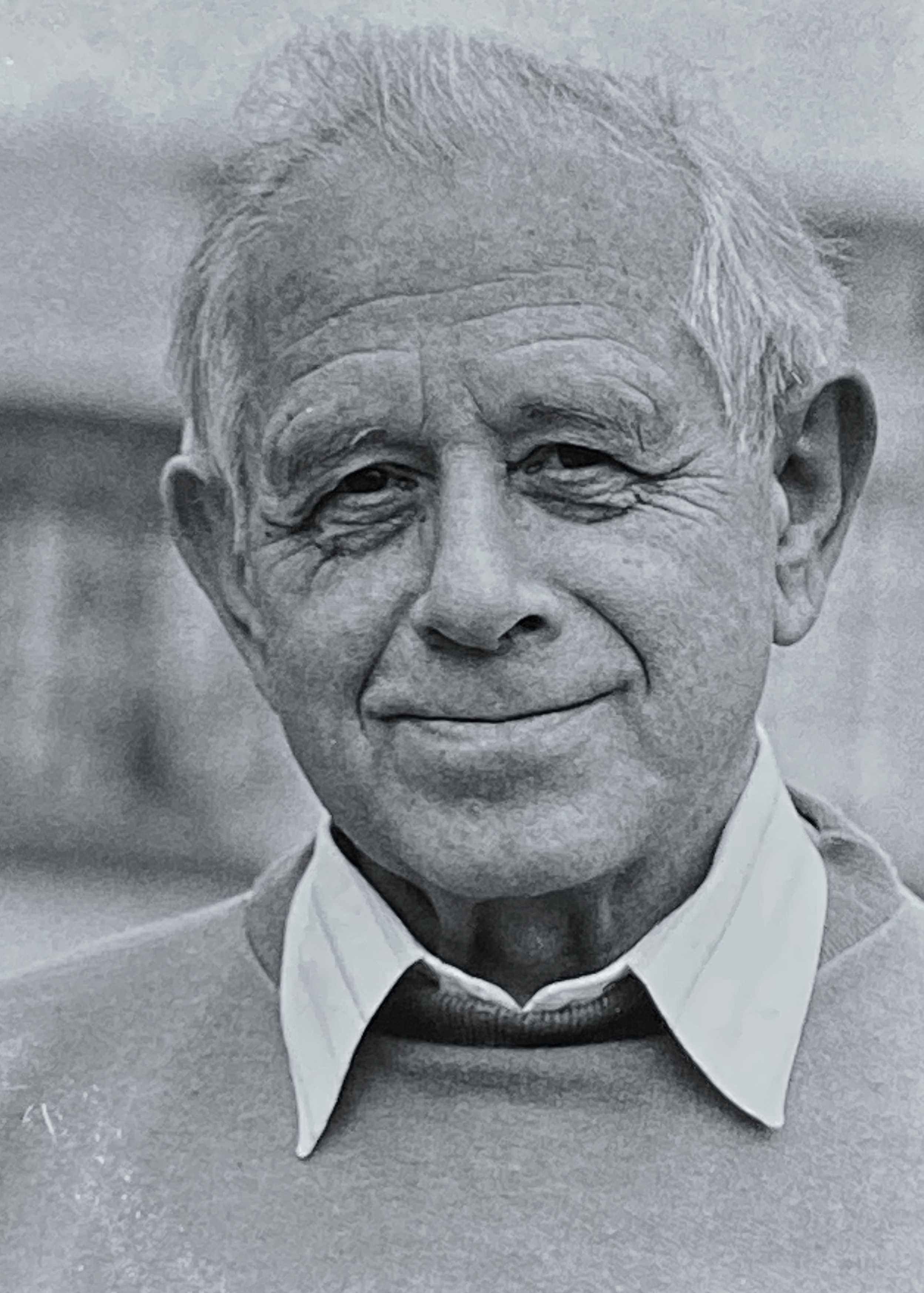
Frater Ludwig Spitzer (1994)

- 1945 bis 1967: Frater Anton J. Metzger
- 1967 bis 1973: Frater Lorenz Zucker
- 1973 bis 1993: Frater Ludwig Spitzer[41]
- 1993 bis 2009: Franz Filser[42]
- 2009 bis 2021: Gottfried R. Wesseli[43][44][45]
- 2021 bis 2023: Beate Merkel[46][47]
- seit 2023: Karin Dobrindt[48]

## Realschule

### Bildungswege
Seit dem Schuljahr 2018/19 ist das Maristenkolleg für alle Zweige (I, II und IIIa, IIIb) eine koedukative Schule und bietet ab der Jahrgangsstufe 7 vier Realschulzweige an:
- Mathematischer Zweig mit Schwerpunkt auf Mathematik, Physik, Chemie und Informatik
- Wirtschaftskundlicher Zweig mit Betriebswirtschaftslehre/Rechnungswesen sowie Wirtschaft und Recht
- Sprachlicher Zweig mit Französisch
- Gestalterischer Bereich insbesondere Werken

### Besonderheiten
In der 5. und 6. Klasse besteht die Möglichkeit des Besuchs der Technik-Klasse, die ein offenes Ganztagesangebot in rhythmisierter Form darstellt.

### Schulleitung
- 1945 bis 1967: Frater Anton J. Metzger
- 1967 bis 1973: Frater Lorenz Zucker
- 1973 bis 1993: Frater Ludwig Spitzer[41]
- 1993 bis 2007: Franz Filser[42]
- 2007 bis 2015: Franz Kroner[51]
- 2016 bis 2022: Maria Schmölz[52]
- seit 2022: Nicole Hofmann[53]

## Ehemalige Schülerinnen und Schüler
Jeweils am zweiten Samstag im Oktober findet ein großes Ehemaligentreffen statt, zu dem sich Ehemalige und insbesondere die jeweiligen Jubiläumsjahrgänge von Gymnasium und Realschule treffen.
- Eduard Adorno (1920–2000), deutscher Politiker
- Walter Althammer (1928–2025), deutscher Jurist und Politiker
- Wolfgang Bernhard (* 1960), deutscher Manager
- Elisabeth Böhm (1921–2012), deutsche Architektin
- Hans-Joachim Kurt Böhm (1949–2002), deutscher Forscher (Molekularbiologie)
- Fritz Brunier (* 1972), deutscher Fotograf
- Karl Feldmeyer (1938–2016), deutscher Journalist
- Hermann Haisch (1938–2019), deutscher Kommunalpolitiker
- Werner Franz Josef Hartmann (* 1959), ehemaliger deutscher Leichtathlet
- Alexander Hofmann (* 1980), deutscher TV-Moderator und ehemaliger deutscher Motorradrennfahrer
- Erwin Joseph Holzbaur (1927–2010), deutscher Kunstmaler, Heimatpfleger, Lehrer, Kommunalpolitiker
- Helga Jung (* 1961), deutsche Managerin
- Dietrich Kothe (* 1938), deutscher Autor und Bildhauer
- Rainer Maurer (* 1960), deutscher Fußballtrainer und ehemaliger deutscher Fußballspieler
- Arthur Maximilian Miller (1901–1992), deutscher Schriftsteller
- Erwin Neher (* 1944), deutscher Biophysiker und Nobelpreisträger
- Katja Poensgen (* 1976), ehemalige deutsche Motorradrennfahrerin
- Oliver Pongratz (* 1973), ehemaliger deutscher Badmintonspieler
- Franz Josef Pschierer (* 1956), deutscher Politiker
- Patrick Reimer (* 1982), deutscher Eishockeyspieler
- Ansgar Reiß (* 1965), deutscher Historiker
- Antonie Schneider (* 1954), deutsche Schriftstellerin
- Maximilian Schröder (* 1964), deutscher Ordensgeistlicher
- Sebastian Schwele (* 1976), deutscher Eishockeyspieler und Sportjournalist
- Erich Unglaub (* 1947), deutscher Literaturwissenschaftler
- Alfons Urban (* 1936), deutscher Politiker
- Peter Wachler (* 1978), deutscher Politiker
- Daniela Wawra (* 1973), deutsche Sprachwissenschaftlerin und Hochschullehrerin